# فيسين (أين)
فيسين (بالفرنسية: Vésines)‏ هي بلدية فرنسية تقع في إقليم الأين في فرنسا. رمز إنسي لها هو:1439. أما الرمز البريدي لها فهو: 1570.